# 李海 (中国异议人士)
李海（1954年5月2日—），北京人，中国异议人士，1989年六四事件时担任“北京大学学生自治会”联络部部长。
1978年入读南京大学哲学系，1982年于北京中医学院任教，89民运时是北京大学哲学研究生。1990年6月1日因策划、组织六四一周年纪念活动被北京市公安局“收容审查”209天，1995年因“泄露国家机密罪”被判处有期徒刑9年、剥夺政治权利2年。2004年5月30日获释以来，李海一直是中国政府重点监控对象。2011年2月25日在河北燕郊一个居民小区的租屋内，受到三河公安分局的盘查。警察入门后打开李海的电脑，后被警察带走调查。